# Neonauclea calycina
Neonauclea calycina är en måreväxtart som först beskrevs av Friedrich Gottlieb Bartling och Dc., och fick sitt nu gällande namn av Elmer Drew Merrill. Neonauclea calycina ingår i släktet Neonauclea och familjen måreväxter. Inga underarter finns listade i Catalogue of Life.